# Granadero Baigorria (Santa Fe)
Granadero Baigorria (llamado hasta 1950 Pueblo Paganini) es una ciudad del departamento Rosario, provincia de Santa Fe, Argentina. Se encuentra ubicada en la margen derecha del río Paraná, a 10 km al norte del microcentro de la ciudad de Rosario, de la cual está separada solo por un límite técnico, ya que se encuentra conurbada con la misma. Actualmente es la segunda localidad más populosa del conurbano rosarino. Dista de la ciudad capital provincial 160 km por la ruta nacional n.º 11.
Su origen se remonta al año 1884, cuando don Lisandro Paganini destinó una parte de sus tierras a la instalación de una estación del Ferrocarril Central Argentino. Hacia 1889 se aprobó la traza oficial del pueblo, que se desarrolla siguiendo la línea del ferrocarril. El primer loteo urbano se efectúa en torno a la estación comprendiendo los actuales barrios Centro y San Miguel.

## Población
Según el censo de 2022, Granadero Baigorria cuenta con 60 000 habitantes.
| Gráfica de evolución demográfica de Granadero Baigorria entre 1991 y 2022 |
|                                                                           |
| Fuente: censos nacionales del INDEC                                       |

## Historia
La historia de la localidad comenzó alrededor de 1871 con un paraje llamado Nueva España. No obstante, el trazado urbano del lugar fue realizado recién en 1884 por Lisandro Paganini.
El 15 de noviembre de 1886, el Ferrocarril Central Argentino inauguró la estación, sobre la línea Rosario- Rafaela. Alrededor de la estación creció un pueblo que recibió el nombre de Paganini.
El Gobierno provincial aprobó los planos en 1889 y creó la Comisión de Fomento en 1915.
Una ley provincial de 1950 cambió el nombre de Paganini por el de Granadero Baigorria, para recordar a uno de los héroes de la batalla de San Lorenzo.

## Barrio Paraíso
Está limitado por las calles Urquiza, Rosario, Av. San Martín y el río Paraná. Su nombre se debe a que detrás del cartel de la inmobiliaria que vendía los terrenos, existía un frondoso árbol de paraíso; la acertada denominación fue propuesta por su propietaria, Sra. Elena de Gieco, que se corrobora y justifica a través de los años, por ser en la actualidad uno de los sectores más bellos de la ciudad, por la nutrida variedad del arbolado público existente, como también por la flora y la naturaleza del lugar cercano a las barrancas del majestuoso Paraná, con la vista panorámica de las islas y el flamante puente interprovincial Rosario-Victoria.
La calle J. M. Estrada (ex-Córdoba) lo divide en Norte y Sur y en su nacimiento, allá por 1930, una hilera de inmensos eucaliptos separaba ambas zonas. Paraíso Sur era una quinta de verduras y estaba ubicada entre las calles Estrada y Rosario, esta última con una fila de elevadas casuarinas de singular belleza, que fueron extraídas por decisión comunal en 1967. Paraíso Norte, situado entre las calles Estrada y Urquiza, era un vivero de plantas y flores que abarcaba la reserva natural sobre la barranca del río Paraná. En ese sector vivía el dueño, Florindo Persegani y su familia. En la década del 50 se loteó ese sector de tierras creándose el nuevo barrio El Paraíso Norte. En la calle Urquiza aún existe una fila de árboles pinos casuarinas que fueron plantados a principios del siglo XX por su dueño. Hasta 1965 los pocos vecinos que aquí vivían tenían que ir a Barrio Centro a hacer las compras.

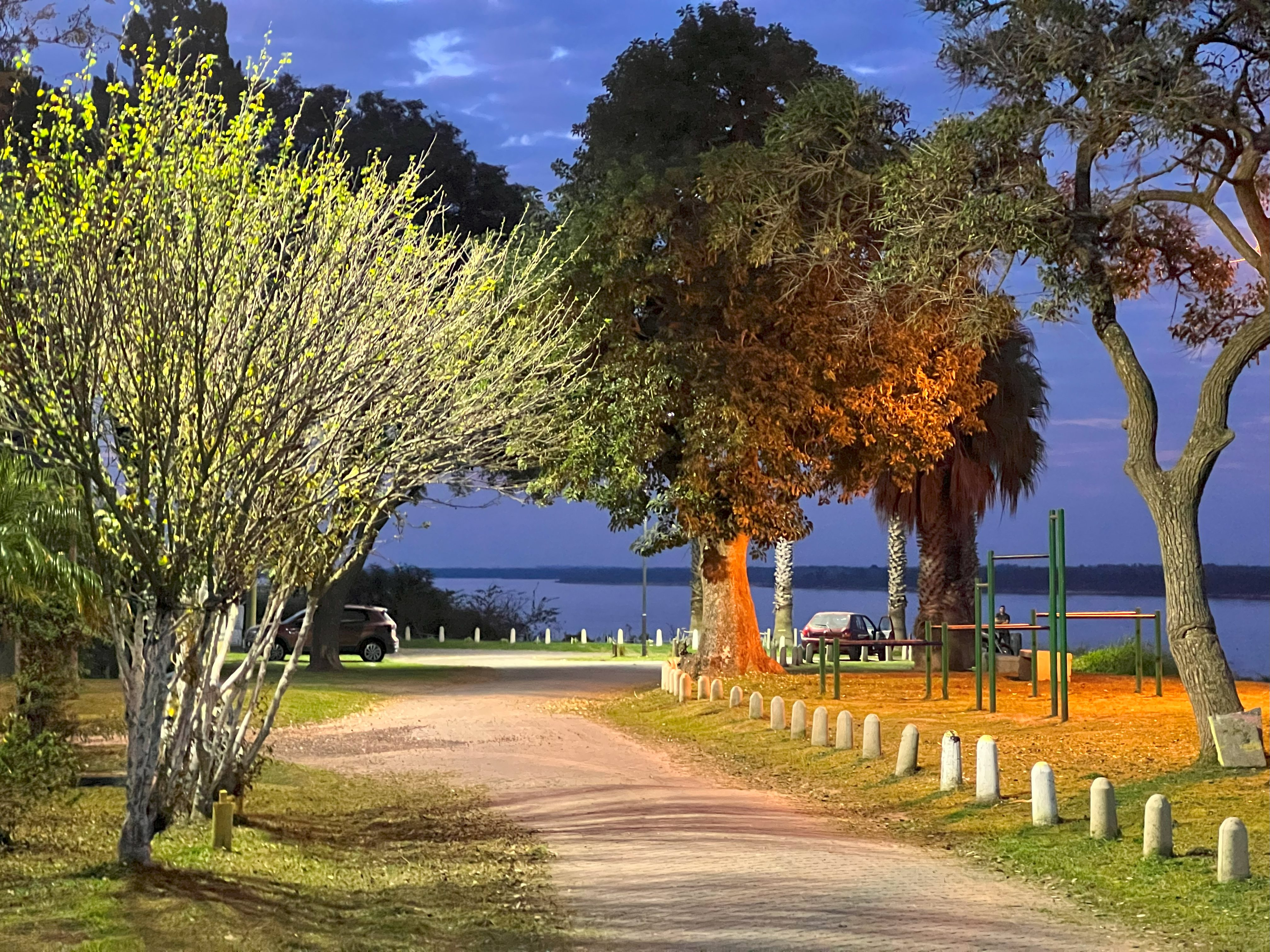
Costanera de Granadero Baigorria sobre el río Paraná. Altura Pasaje Uruguay.

## Barrio Los Robles
Se encuentra al norte de la ciudad entre Av Silvestre Begnis (RP34-S) y Barrio San Fernando, Ruta Nacional 11 y Vías del Ferrocarril. En los años 1997 se habilitó el Loteo "Las Tejas" con 121 casas construidas con planes del Banco Hipotecario Nacional, las cuales fueron compradas por gente de clase media trabajadora, compuesta por diferentes profesiones entre las que se cuentan: comerciantes, maestras, constructores, conductores de autobuses, odontólogos, veterinarios, ingenieros, policías.
En los últimos 15 años tuvo un gran desarrollo ocupándose toda la franja de edificación sobre la ruta 11 con gran cantidad de negocios que llegaron a formar un pequeño centro comercial. También cuenta con dos estaciones de servicio, gimnasios, farmacia, etc.

## Geografía

### Clima
Su clima es húmedo y templado en la mayor parte del año. Se lo clasifica como clima templado pampeano, es decir que las cuatro estaciones están medianamente definidas.
Hay una temporada calurosa desde octubre a abril (de 18 °C a 36 °C) y una fría entre principios de junio  y la primera mitad de agosto (con mínimas en promedio de 5 °C y máximas promedio de 16 °C), oscilando las temperaturas promedio anuales entre los 10 °C (mínima), y los 23 °C (máxima). Llueve más en verano que en invierno, con un volumen de precipitaciones total de entre 800 y 1300 mm al año (según el hemiciclo climático: húmedo "1870 a 1920" y "1973 a 2020"; seco "1920 a 1973").
Casi no existen (de baja frecuencia) fenómenos climáticos extremos en Lagos: vientos extremos, nieve, hidrometeoros severos. La nieve es un fenómeno excepcional; la última nevada fue en 2007, la penúltima en 1973; y la antepenúltima en 1918. El 9 de julio de 2007, nevó en la localidad.
Un riesgo factible son los tornados y tormentas severas, con un pico de frecuencia entre octubre y abril. Estos fenómenos se generan por los encuentros de una masa húmeda y cálida del norte del país y una fría y seca del sector sur argentino.
Humedad relativa promedio anual: 76 %.

### Sismicidad
El último terremoto fue a las 3.20 UTC-3 del 5 de junio de 1888 (ver Terremoto del Río de la Plata en 1888). La región responde a las subfallas «del río Paraná», y «del río de la Plata», y a la falla de «Punta del Este», con sismicidad baja; y su última expresión se produjo hace 137 años, con una magnitud aproximadamente de 4,5 en la escala de Richter

## Hospital Escuela Eva Perón
Este extraordinario efector sanitario formó parte del Plan Quinquenal de la Presidencia de Juan Domingo Perón.
Luego de evaluar distintas zonas posibles en toda la periferia de la Ciudad de Rosario y Pueblos vecinos, se resolvió que el predio y lugar ideal fueran las 35 ha existentes al norte del Pueblo Paganini. Tal decisión fue determinante al reunir varias razones estratégicas, como la Ruta Nacional N.º 11, el Acceso a la Ruta 34 y la cercana Ruta 9, la importancia que significaba la vecina estación de trenes del Ferrocarril Central Argentino, el Círculo de Aviación Paganini con sus instalaciones y un campo apto para el despegue y aterrizaje de todos los modelos de aviones de ese tiempo. Además, la posibilidad del agua potable, energía eléctrica, gas y teléfonos por la cercanía con Rosario y fundamentalmente el terreno que reunía las dimensiones necesarias, ya que el proyecto incluía campos de deportes, huertas que abastecerían la demanda propia del Complejo, jardines, helipuertos, etc.

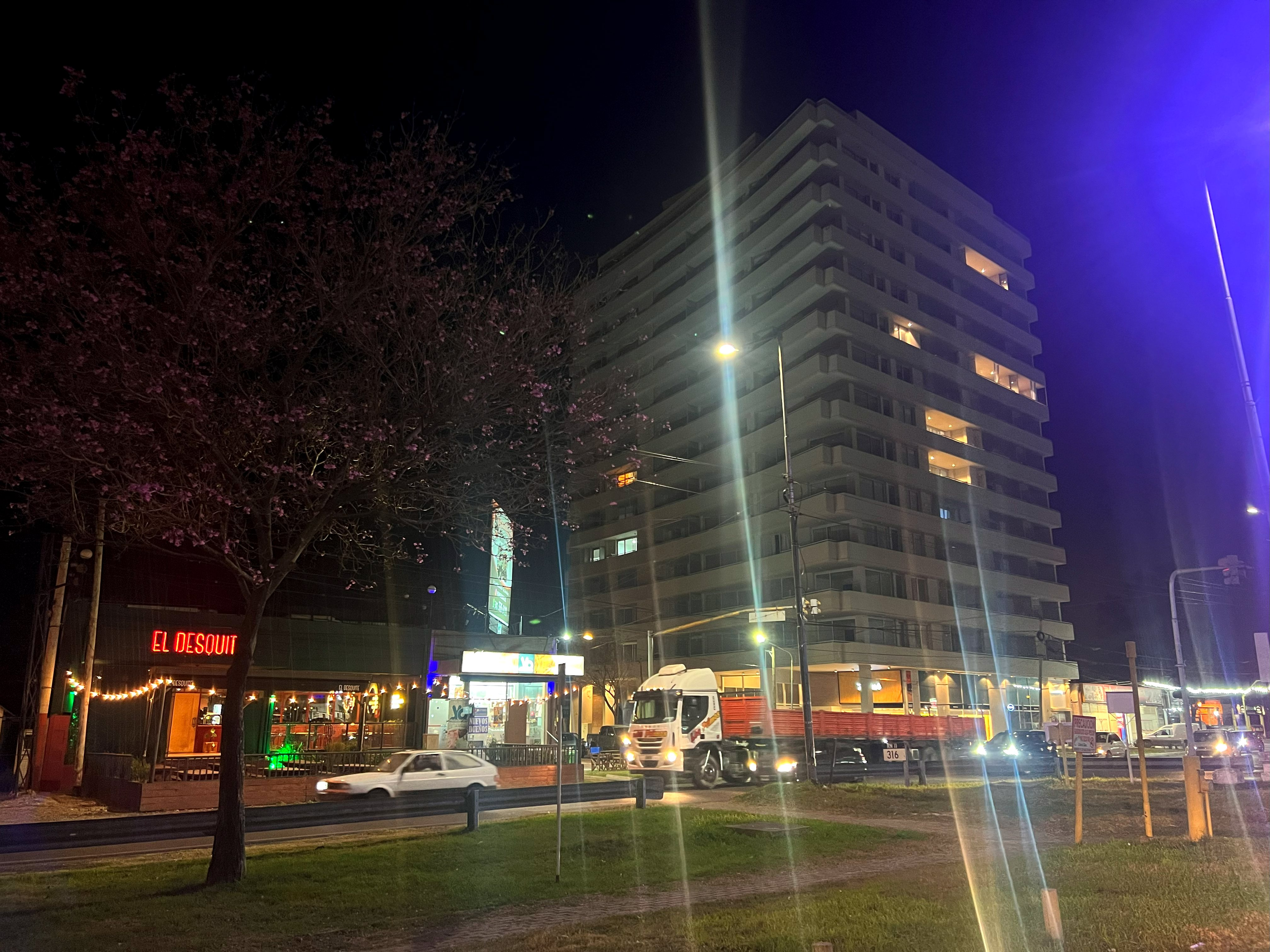
Área céntrica de Granadero Baigorria - Av. San Martín y Estrada.

## Biblioteca municipal y popular José Hernández
La idea de formar esta biblioteca surgió en el año 1972 cuando un grupo de vecinos, adolescentes por ese entonces, deseaban representar la obra “El inglés de los huesos”, pero se encontraron con un gran problema: tenían un solo ejemplar. Ellos sabían que este problema no existiría si la ciudad hubiese tenido una biblioteca, y fue por ese motivo, que decidieron unirse y formar una biblioteca. En la actualidad entre otras actividades desarrolla una escuela de tango a cargo de los renombrados profesores Guido Etorre y Carina Pradi.

## Industria
En la localidad se encuentran varias empresas reconocidas, principalmente metalmecánicas y de larga data como la estadounidense John Deere, Marani-Agrinar del grupo de empresas de Taselli (que primeramente fue la Hanomag-Cura hasta 1969 y de allí hasta 2002 Massey-Ferguson) y Argental, fabricante de maquinaria para panadería. Así también se encuentra la planta industria de Liliana, uno de los principales fabricantes de electrodomésticos de Argentina.

## Baigorrenses famosos
- Rodolfo "Cholo" Montironi: Bandoneonista, director de orquesta, arreglador y compositor. (Nacido en Rosario, pero vivió toda su vida en Granadero Baigorria).
- Edgardo Bauza: Exfutbolista y director técnico de la Selección Argentina de fútbol desde el 1 de agosto de 2016 hasta el 11 de abril de 2017.
- Oscar Larrauri: Expiloto de Fórmula 1.
- Guillermo Matías Fernández: Futbolista.
- Elías José Gómez: Futbolista.
- Germán Herrera: Futbolista.
- Fabián Monzón: Futbolista.
- Nicolás Bertocchi: Futbolista.
- Leonel Larrauri: Piloto de automovilismo de velocidad, sobrino de Oscar.
- Nelson Vivas: Futbolista, entrenador y ayudante técnico.
- Maximiliano Moralez: Futbolista.